# William Alexander McCain
William Alexander McCain (Carroll County, 25 augustus 1878 - Doylestown (Pennsylvania), 13 mei 1960) was een brigadier-generaal in het Amerikaanse leger en de broer van John S. McCain sr., de grootvader van John McCain. Hij was de zoon van John Sidney McCain, de sheriff van Carroll County en Elizabeth Ann Young.

## Beide oorlogen
McCain studeerde in 1902 af in West Point. Hij klom op tot brigadier-generaal in 1940 en gedurende zijn carrière ontving hij verschillende eretekens, zoals The Distinguished Service Medal (Eerste Wereldoorlog) en The Oak Leaf Cluster (Tweede Wereldoorlog).
McCain ligt begraven op het Arlington National Cemetery.

## Militaire loopbaan
- Cadet: 20 juni 1898 - 12 juni 1902[1]
- Second Lieutenant: 12 juni 1902[1]
- First Lieutenant: 5 maart 1911[1]
- Captain: 1 juli 1916[1]
- Major: 5 augustus 1917[1]
- Lieutenant Colonel: 18 juli 1925[2]
- Tijdelijk Colonel: 1 juni 1934[2]
- Teruggekeerd naar de rang van Captain: 30  juni 1920[1]
- Brigadier General (AUS): 25 oktober 1942[2]
- Beëindiging van de rang Brigadier General (AUS): 30 juni 1942[2]
- Gepensioneerd Colonel: 30 juni 1942[1]
- Gepensioneerd Brigadier General: 16 augustus 1948[1][2]

## Decoraties
- Army Distinguished Service Medal (2x)[3]